# Lista över småplaneter (3501–4000)
Detta är en lista över numrerade småplaneter, nummer 3501–4000.
|     | 3500          | 3600            | 3700          | 3800          | 3900             |
| --- | ------------- | --------------- | ------------- | ------------- | ---------------- |
| 1   | Olegiya       | Velikhov        | Purkyně       | Thrasymedes   | Nanjingdaxue     |
| 2   | Huangpu       | Lazzaro         | Trubetskaya   | Dornburg      | Yoritomo         |
| 3   | Brandt        | Gajdušek        | Volkonskaya   | Tuchkova      | Kliment Ohridski |
| 4   | Kholshevnikov | Berkhuijsen     | Gaoshiqi      | Drunina       | Honda            |
| 5   | Byrd          | Davy            | Hotellasilla  | Goldreich     | Doppler          |
| 6   | French        | Pohjola         | Sinnott       | Tremaine      | Chao             |
| 7   | Vilas         | Naniwa          | Schröter      | Pagels        | Kilmartin        |
| 8   | Pasternak     | Kataev          | Socus         | Tempel        | Nyx              |
| 9   | Sanshui       | Liloketai       | Polypoites    | Amici         | Gladys           |
| 10  | Veeder        | Decampos        | Bogoslovskij  | Aoraki        | Liszt            |
| 11  | Tsvetaeva     | Dabu            | Ellensburg    | Karma         | Otomo            |
| 12  | Eriepa        | Peale           | Kraft         | Lidaksum      | Troja            |
| 13  | Quqinyue      | Kunlun          | Pieters       | Fortov        | Chemin           |
| 14  | Hooke         | Tumilty         | Kenrussell    | Hoshi-no-mura | Kotogahama       |
| 15  | Jindra        | Safronov        | Štohl         | König         | Fukushima        |
| 16  | Rusheva       | Glazunov        | Petzval       | Chugainov     | Maeva            |
| 17  | Tatianicheva  | Eicher          | Thorenia      | Lencarter     | Franz Schubert   |
| 18  | Florena       | Kuprin          | Dunbar        | Gorlitsa      | Brel             |
| 19  | Ambiorix      | Nash            | Karamzin      | Robinson      | Maryanning       |
| 20  | Klopsteg      | Platonov        | Hokkaido      | Sauval        | Aubignan         |
| 21  | Comrie        | Curtis          | Widorn        | Sonet         | Klementʹev       |
| 22  | Becker        | Ilinsky         | Urata         | Segovia       | Heather          |
| 23  | Arina         | Chaplin         | Voznesenskij  | Yorii         | Radzievskij      |
| 24  | Schulz        | Mironov         | Annenskij     | Brendalee     | Birch            |
| 25  | Paul          | Fracastoro      | Valsecchi     | Nürnberg      | Tretʹyakov       |
| 26  | Jeffbell      | Ohsaki          | Johnadams     | Handel        | Ramirez          |
| 27  | McCord        | Sayers          | Maxhell       | Zdeněkhorský  | Feliciaplatt     |
| 28  | Counselman    | Božněmcová      | IRAS          | Hoshino       | Randa            |
| 29  | Dowling       | Lebedinskij     | Yangzhou      | Gunma         | Carmelmaria      |
| 30  | Hammel        | Lubomír         | Hurban        | Trelleborg    | Vasilev          |
| 31  | Cruikshank    | Sigyn           | Hancock       | Pettengill    | Batten           |
| 32  | Tracie        | Grachevka       | Vávra         | Shapiro       | Edshay           |
| 33  | Toyota        | Mira            | Yoshitomo     | Calingasta    | Portugal         |
| 34  | Sax           | Iwan            | Waland        | Zappafrank    | Tove             |
| 35  | Ditte         | Kreutz          | Třeboň        | Korolenko     | Toatenmongakkai  |
| 36  | Schleicher    | Pajdušáková     | Rokoske       | Lem           | Elst             |
| 37  | Jürgen        | O'Meara         | Beckman       | Carr          | Bretagnon        |
| 38  | Nelsonia      | Davis           | Ots           | Epona         | Chapront         |
| 39  | Weimar        | Weidenschilling | Rem           | Bogaevskij    | Huruhata         |
| 40  | Protesilaos   | Gostin          | Menge         | Mimistrobell  | Larion           |
| 41  | Graham        | Williams Bay    | Rogerburns    | Dicicco       | Haydn            |
| 42  | Tanjiazhen    | Frieden         | Sunshine      | Harlansmith   | Churivannia      |
| 43  | Ningbo        | Tienchanglin    | Pauljaniczek  | OISCA         | Silbermann       |
| 44  | Borodino      | Kojitaku        | Horn-d'Arturo | Lujiaxi       | Halliday         |
| 45  | Gaffey        | Fabini          | Petaev        | Neyachenko    | Gerasimenko      |
| 46  | Atanasoff     | Aduatiques      | Heyuan        | Hazel         | Shor             |
| 47  | Serov         | Dermott         | Belinskij     | Šindel        | Swedenborg       |
| 48  | Eurybates     | Raffinetti      | Tatum         | Analucia      | Bohr             |
| 49  | Hapke         | Guillermina     | Balam         | Incidentia    | Mach             |
| 50  | Link          | Kunming         | Ilizarov      | Peltier       | Yoshida          |
| 51  | Verenia       | Friedman        | Kiang         | Alhambra      | Zichichi         |
| 52  | Don Quixote   | Soros           | Camillo       | Glennford     | Russellmark      |
| 53  | Mera          | Klimishin       | Cruithne      | Haas          | Perth            |
| 54  | Amun          | AAS             | Kathleen      | George        | Mendelssohn      |
| 55  | Miyasaka      | Eupraksia       | Lecointe      | Pasasymphonia | Bruckner         |
| 56  | Lixiaohua     | Hemingway       | Ruscannon     | Lutskij       | Caspar           |
| 57  | Sokolsky      | Ermolova        | Anagolay      | Cellino       | Sugie            |
| 58  | Shishkin      | Feldman         | Karttunen     | Dorchester    | Komendantov      |
| 59  | Violaumayer   | Bellingshausen  | Piironen      | Börngen       | Irwin            |
| 60  | Chenqian      | Lazarev         | Poutanen      | Plovdiv       | Chaliubieju      |
| 61  | Devine        | Dolmatovskij    | Romanskaya    | Lorenz        | Arthurcox        |
| 62  | Ignatius      | Dezhnev         | Amaravella    | Agekian       | Valyaev          |
| 63  | Canterbury    | Tisserand       | Qianxuesen    | Gilyarovskij  | Paradzhanov      |
| 64  | Talthybius    | Anneres         | Holmesacourt  | Søren         | Danilevskij      |
| 65  | Ojima         | Fitzgerald      | Texereau      | Lindbloom     | Konopleva        |
| 66  | Levitan       | Holman          | Junepatterson | Langley       | Cherednichenko   |
| 67  | Alvema        | Anne-Marie      | DiMaggio      | Shiretoko     | Shekhtelia       |
| 68  | ASCII         | Ilfpetrov       | Monroe        | Mendoza       | Koptelov         |
| 69  | Kumon         | Vertinskij      | Arthurmiller  | Norton        | Rossi            |
| 70  | Wuyeesun      | Northcott       | Nizami        | Mayré         | Herran           |
| 71  | Milanštefánik | Dionysus        | Alexejtolstoj | Reiz          | Voronikhin       |
| 72  | Leogoldberg   | Stevedberg      | Piaf          | Akirafujii    | Richard          |
| 73  | Holmberg      | Levy            | Smithsonian   | Roddy         | Ogilvie          |
| 74  | Rudaux        | Erbisbühl       | Megumi        | Stuart        | Verveer          |
| 75  | Anyuta        | Kemstach        | Ellenbeth     | Staehle       | Verdi            |
| 76  | Galina        | Hahn            | Vartiovuori   | Quaide        | Lise             |
| 77  | Putilin       | Magnusson       | McCauley      | Braes         | Maxine           |
| 78  | Carestia      | Mongmanwai      | Regge         | Jyoumon       | Klepešta         |
| 79  | Rockholt      | Condruses       | Kieffer       | Machar        | Brorsen          |
| 80  | Avery         | Sasha           | Maury         | Kaiserman     | Hviezdoslav      |
| 81  | Alvarez       | Boyan           | Dufek         | Doumergua     | Stodola          |
| 82  | Cyrano        | Welther         | Celle         | Johncox       | Kastelʹ          |
| 83  | Burdett       | Baumann         | Morris        | Verbano       | Sakiko           |
| 84  | Aisha         | Berry           | Chopin        | Alferov       | Chacos           |
| 85  | Goshirakawa   | Derdenye        | Kitami        | Bogorodskij   | Raybatson        |
| 86  | Vasnetsov     | Antoku          | Yamada        | Shcherbakovia | Rozhkovskij      |
| 87  | Descartes     | Dzus            | Aivazovskij   | Gerstner      | Wujek            |
| 88  | Kirik         | Navajo          | Steyaert      | Hoyt          | Huma             |
| 89  | Loyola        | Yeates          | Zhongguo      | Menshikov     | Odin             |
| 90  | Holst         | Larson          | Raywilson     | Bunin         | Heimdal          |
| 91  | Vladimirskij  | Bede            | Marci         | Werner        | Basilevsky       |
| 92  | Nedbal        | Rickman         | Preston       | Dezsö         | Wagner           |
| 93  | Osip          | Barringer       | Leonteus      | DeLaeter      | Šorm             |
| 94  | Scotti        | Sharon          | Sthenelos     | Williamcooke  | Ayashi           |
| 95  | Gallagher     | Fiala           | Nigel         | Earhart       | Sakaino          |
| 96  | Meriones      | Herald          | Lene          | Pordenone     | Fugaku           |
| 97  | Kakkuri       | Guyhurst        | Ching-Sung Yu | Louhi         | Taga             |
| 98  | Saucier       | Manning         | de Jager      | Curlewis      | Tezuka           |
| 99  | Basov         | Milbourn        | Novgorod      | Wichterle     | Aristarchus      |
| 100 | Archimedes    | Geowilliams     | Karayusuf     | Knežević      | Hipparchus       |
|     | 3600          | 3700            | 3800          | 3900          | 4000             |